# 帕迪·洛维
帕特里克·艾伦·洛维 FREng（英語：FREng，1962年4月8日—，也被称作帕迪·洛维），是一位英国赛车工程师。他在2017年至2019年担任威廉姆斯车队的首席技术官；2013年至2017年他还曾在梅赛德斯车队担任执行总监；而更早之前，他从1993年加入迈凯伦车队，2011年成为车队技术总监，并于2013年离开。

## 早年
1962年，帕迪·洛维出生在肯尼亚的内罗毕，他的父母来自爱尔兰。在他小时候，参加肯尼亚拉力赛的赛车从他家前面驶过，成为他最早对赛车的印象。后来他随家人回到英国，1976年他进入七橡树中学学习直到1980年毕业，之后他考入剑桥大学悉尼·萨塞克斯学院学习工程学，并在1984年获得学士学位毕业。

## 一级方程式生涯

### 威廉姆斯车队(1987–1993)
1987年，帕迪·洛维加入威廉姆斯车队，担任电子部门的联合主管，负责操控系统。他在威廉姆斯的6年期间，曾负责动态悬挂的研发，这项技术帮助了奈杰尔·曼塞尔在1992年世界一级方程式锦标赛上获得车手总冠军

### 迈凯伦车队 (1993–2013)
1993年，帕迪·洛维加入迈凯伦车队，担任车队的研发部门总监，随后该部门被更名为“车辆技术”。他担任该职务达8年，直到2001年，他被指定为车队的系统开发首席工程师；负责为迈凯伦 MP4-20研发比赛程序。2005年5月，他被提拔为车队的工程总监，掌控迈凯伦所有的工程部门。2011年1月，帕迪·洛维成为了车队的技术总监。2013年赛季中期他从迈凯伦车队辞职，准备加入梅赛德斯车队。

### 梅赛德斯车队 (2013–2017)
2013年6月3日，帕迪·洛维加入梅赛德斯车队，担任执行总监，他将接替罗斯·布朗此前在车队的技术要职。
2015年，他被皇家科学院选为院士，与他一起被选为院士的还有他的哥哥迈克尔·洛维教授，这是皇家科学院首次同时选上兄弟为院士。
2017年1月10日，梅赛德斯宣布帕迪·洛维将离开车队，并开始他的花园假期。

### 威廉姆斯车队 (2017–2019)
2017年3月16日，威廉姆斯车队宣布老臣帕迪·洛维回归车队，他将担任车队的首席技术官，接替2016年底离职的帕特·西蒙斯。此次回归威廉姆斯，洛维还获得了车队的股票并成为股东。但是在他监督下打造的FW41和FW42两部赛车在2018年赛季和2019年赛季都成为赛场上最慢的赛车，导致威廉姆斯车队连续两年成为垫底的队伍。在FW42开发周期大幅延误，导致错过第一次冬季试车后，2019年3月6日，在西班牙冬季测试期间，车队宣布因个人原因，帕迪·洛维已离开车队。同年6月25日，车队宣布帕迪·洛维正式离职，并即刻生效。

## 家庭
帕迪·洛维与演员Anna Danshina结婚，而他的两个孩子Noah Kelly和Finty Kelly来自上一段感情。

## 延伸阅读
- Kenward, Michael. . Ingenia. March 2018, (74): 37–42  [2018-03-24]. （原始内容存档于2018-08-13）.